# Daniele Amfitheatrof
Daniele Alexandrovich Amfitheatrof (São Petersburgo, 29 de outubro de 1901 — Roma, 4 de julho de 1983) foi um maestro e compositor italiano (naturalizado) nascido na Rússia.
Emigrou para os Estados Unidos em 1937, depois de ter vivido em Itália. Estudou na Academia Real de Música de Roma. Participou na banda sonora de alguns filmes, depois de ter escrito a música para o filme “La Signora di Tutti” (1934) de Max Ophüls.